# Tia Mare, Olt
Tia Mare este satul de reședință al comunei cu același nume din județul Olt, Oltenia, România.